# Музей на Сан Франциско за модерно изкуство
Музеят на Сан Франциско за модерно изкуство (на английски: San Francisco Museum of Modern Art) е музей за модерно и съвременно изкуство, разположен в Сан Франциско, щата Калифорния, САЩ.
Организация с нестопанска цел, Музеят притежава международно призната колекция от модерно и съвременно изкуство и е първият музей на Западното крайбрежие, посветен единствено на изкуството от XX век. Настоящата колекция на музея включва над 33 000 произведения на живопис, скулптура, фотография, архитектура, дизайн и медийни изкуства и преминаване в XXI век. Колекцията е показана на 170 000 квадратни фута (16 000 м2) на изложбено пространство, което прави музея един от най-големите в Съединените щати като цяло и един от най-големите в света за модерно и съвременно изкуство.
Основан през 1935 г. в сградата на военния мемориал, музеят е проектиран от Марио Бота в квартал СоМа през 1995 г. Музеят на Сан Франциско за модерно изкуство отваря отново на 14 май 2016 г. след голям тригодишен проект за разширяване. Разширяването удвоява пространствата на галерията на музея и осигурява почти шест пъти повече обществено пространство от предишната сграда, което позволява на Музея на Сан Франциско да покаже разширена колекция заедно с колекцията на Дорис и Доналд Фишър от съвременно изкуство.

## История
Музеят е основан през 1935 г. от директора Грейс Л. Маккан Морли като Музея на изкуствата в Сан Франциско. През първите си шестдесет години музеят заема четвъртия етаж в сградата на мемориала на ветераните на Ван Нес авеню в Гражданския център. Подарък от 36 произведения на изкуството от Алберт М. Бендер, включително Носителят на цветя (1935) от Диего Ривера, поставя основата на постоянната колекция. Бендер дарява повече от 1100 предмета на музея през живота си и дарява първия фонд за покупки на музея. Музеят започва втората си година с изложба на произведения на Анри Матис. През същата година музеят създава своята фотографска колекция, превръщайки се в един от първите музеи, признали фотографията като изобразително изкуство. Музеят на модерните изкуства в Сан Франциско провежда първата си архитектурна изложба, озаглавена Телесис: Пространство за живеене, през 1940 г. музеят е принуден да се премести във временно съоръжение на Пост стрийт през март 1945 г., за да направи място за Конференция на ООН. Музеят се връща на първоначалното си място във Ван Нес през юли, след подписването на Хартата на ООН. По-късно същата година музеят е домакин на първата самостоятелна музейна изложба на Джаксън Полок.
Основателят директор Грейс Морли провежда филмови прожекции в музея в началото на 1937 г., само две години след откриването на институцията. През 1946 г. Морли привлича режисьора Франк Щауфахър, за да създаде влиятелната филмова поредица на музея „Изкуство в киното“, която продължава девет години. Музеят продължава разширяването си в нови медии с пускането през 1951 г. на двуседмична телевизионна програма, озаглавена Изкуството във вашия живот. Сериалът, по-късно преименуван на Откритие, продължава три години. Морли прекратява 23-годишния си мандат като директор на музея през 1958 г. и е наследен от Джордж Д. Кълър (1958 – 65) и Джералд Нордланд (1966 – 72). Музеят се издига до международна известност под ръководството на режисьора Хенри Т. Хопкинс (1974 – 86), добавяйки „Модерен“ към заглавието си през 1975 г. От 1967 г. музеят удостоява художниците от района на залива на Сан Франциско със своята двугодишна награда за изкуство.
През 80-те години на XX век, при Хопкинс и неговия наследник Джон Р. Лейн (1987 – 1997), музеят създава три нови кураторски позиции: куратор на живописта и скулптурата, куратор на архитектурата и дизайна и куратор на медийните изкуства. Позициите директор на образованието и директор на фотографията са издигнати до пълни кураторски роли. По това време музеят поема активна програма за специални изложби, както за организиране, така и за домакинство на пътуващи изложби, включително големи презентации на работата на Джеф Кунс, Зигмар Полке и Вилем де Кунинг.
До откриването на Музея на съвременното изкуство в Лос Анджелис през 1987 г. и модерното и съвременно крило на Музея на изкуствата на окръг Лос Анджелис, музеят на Сан Франциско има тенденция да функционира като флагман на държавата за модерно и съвременно изкуство. През януари 1995 г. музеят отваря на сегашното си местоположение на 151 Трета улица, в непосредствена близост до градините Йерба Буена в квартал SOMA. Марио Бота, швейцарски архитект от кантон Тичино, проектира новото съоръжение на стойност 60 милиона щатски долара. Покровителят на изкуството Филис Уотис помага на музея да придобие ключови произведения на Магрит, Мондриан, Анди Уорхол, Ева Хесе и Уейн Тибо.
Музеят прави редица важни придобивки под ръководството на Дейвид А. Рос (1998 – 2001), който е нает от музея Уитни в Ню Йорк, включително произведения на Елсуърт Кели, Робърт Раушенберг, Рене Магрит и Пит Мондриан, както и емблематичният фонтан на Марсел Дюшан (1917/1964). Тези и придобиването на произведения на Джаспър Джонс, Марк Ротко, Франсис Бейкън, Александър Калдър, Чък Клоуз и Франк Стела поставят институцията в челните редици на американските музеи на модерното изкуство. След три години и 140 милиона долара за натрупване на колекцията, Рос подава оставка, когато бавната икономика принуждава музея да държи по-строго юздите на своите ресурси.
При настоящия директор Нийл Бенезра, който е нает от Института по изкуствата в Чикаго през 2002 г., музеят постига увеличение както на броя на посетителите, така и на членството, като продължава да изгражда своята колекция. През 2005 г. музеят обявява обещания подарък от близо 800 снимки на
Фотографски тръст Прентис и Пол Сак в музея от частната колекция на Сакс. Музеят отбеляза рекордна посещаемост през 2008 г. с изложбата Фрида Кало, която привлича повече от 400 000 посетители по време на тримесечния си цикъл.
През 2009 г. музеят обявява планове за голямо разширяване, за да посрещне нарастващата си публика, програми и колекции и да покаже колекцията от съвременно изкуство на Дорис и Доналд Фишър. През 2010 г. – годината на 75-ата годишнина на музея – архитектурната фирма Снохета е избрана да проектира разширената сграда. SFMOMA открива разширената си част през май 2013 г.
През юли 2020 г. старшият куратор на живописта и скулптурата Гари Гарелс е принуден да подаде оставка заради използването на термина „обратна дискриминация“ по време на среща на персонала в Zoom.

## Колекции, изложби и програми
Джаксън Полок прави първата си музейна изложба в Музея на Сан Франциско за модерно изкуство, както и Клифърд Стил и Аршил Горки. Музеят има в колекцията си важни произведения на Анри Матис, Жан Мецингер, Пол Клее, Марсел Дюшан, Анди Уорхол, Джаксън Полок, Ричард Дибенкорн, Клифорд Стил, Доротея Ланге и Ансел Адамс. Годишно музеят е домакин на повече от двадесет изложби и над триста образователни програми. Докато сградата на музея е затворена за разширяване, от лятото на 2013 г. до началото на 2016 г., музеят представя своите изложби и програми на места извън площадката в района на залива като част от „Музеят в движение“.
През 2009 г. музеят придобива лишаване на отношения за съвременното изкуство на Дорис и Доналд Фишър от ГАП. Колекцията Фишър включва 1100 творби от художници като Александър Калдер, Чък Клоус, Вилем де Кунинг, Ричард Диебенкорн, Анселм Кифер, Елсуърт Кели, Рой Лихтенщайн, Брайс Мардън, Агнес Мартин, Герхард Рихтер, Ричард Сера, Сай Туомбли и Анди Уорхол, наред с много други. Колекцията ще бъде предоставена със заем на Музея на Сан Франциско за модерно изкуство за период от 100 години.
През февруари 2011 г. музеят стартира публично своята кампания за колекции, като обявява придобиването на 195 произведения, включително картини от Джаксън Полък, Вилем де Кунинг, Джаспър Джонс, Робърт Раушенберг и Франсис Бейкън. Също така под егидата на кампанията за колекции през 2012 г. са обявени обещани подаръци от 473 фотографии, включително 26 произведения на Даян Арбус и значими подаръци от японската фотография. Произведения, придобити чрез кампанията за колекции, се показват заедно с колекцията на Фишър в разширената сграда на музея, завършена през 2016 г.
Уебсайтът на музея позволява на потребителите да разглеждат постоянната колекция на музея. Приложението „Музей на Сан Франциско за модерно изкуство“ позволява на посетителите да използват мобилните си телефони, за да следват направляваното посещение на музея със собствено темпо, докато приложението проследява местоположението им.
Изследователската библиотека на Музея на Сан Франциско за модерно изкуство е създадена през 1935 г. и съдържа обширни ресурси, отнасящи се до модерното и съвременното изкуство, включително книги, периодични издания, досиета на художници, фотографии и медийни колекции.

## Архитектура

### Сграда на Марио Бота
Плановете за разширяване на музея на старото му място, на горните етажи на Мемориалната сграда на ветераните в Гражданския център на Сан Франциско, са осуетени в края на 80-те години. През лятото на 1988 г. архитектите Марио Бота, Томас Бийби и Франк Гери са обявени за финалисти в конкурс за проектиране на новата структура на Музея на модерното изкуство в Сан Франциско в центъра. Сред полуфиналистите са Чарлз Мур и Тадао Андо. Тримата финалисти трябва да представят конкретни предложения за дизайн по-късно същата година, но музеят отменя архитектурния си конкурс само след месец и отива с 45-годишния архитект Бота.
Новият музей, планиран съвместно с архитектите Хелмут, Обата и Касабаум, е построен върху паркинг от 59 000 квадратни фута (5 500 m 2 ) на Трета улица между улиците Мисия и Хауърд. Обектът на юг от пазара, зона близо до конгресния център Москон, състояща се главно от паркинги, е насочена чрез споразумение между музея, агенцията за реконструкция и фирмата за развитие на Олимпия и Йорк. Земята е предоставена от агенцията и предприемача, но останалата част от музея е частно финансирана. Изграждането на новия музей започва в началото на 1992 г. с откриване през 1995 г., 60-годишнината на институцията.
По време на откриването на новата сграда на Музея на Сан Франциско за модерно изкуство се рекламира като най-големият нов американски музей на изкуствата на десетилетието и със своите 50 000 квадратни фута (4600 m 2 ) изложбена площ, втората по големина единична структура в Съединените щати, посветена на модерно изкуство. (Музеят за модерно изкуство в Ню Йорк, със 100 000 квадратни фута (9 300 m 2 ) пространство на галерията, дотогава е най-голямата единична структура, докато близо 80 000 комбинирани квадратни фута на Музея за съвременно изкуство в Лос Анджелис го поставиха на второ място).
Сградата на Бота се състои от галерии, издигащи се около централен атриум с покривен прозорец, над емблематично стълбище. Външната му структура се отличава с централен цилиндър с височина 130 фута (40 м) и каменна фасада с стъпаловидна стъпка. Интериорният дизайн на Бота е белязан от редуващи се ленти от полиран и завършен черен гранит на пода, стените на нивото на земята и основите на колоните; и ленти от естествено и оцветено в черно дърво на рецепцията и гишето за проверка на палтото.

### Градина на покрива
През 2009 г. Музеят на Сан Франциско за модерно изкуство открива своята градина на покрива с площ от 14 400 кв. фута (1340 м 2 ). След конкурс с покана, проведен през 2006 г., градината е проектирана от Джендем Архитектс в сътрудничество с Конгер Мос Джулиард Лендскейп Архитекчър. Разполага с две открити пространства и стъклен павилион, който предоставя гледка към колекцията от скулптури на музея, както и силуета на Сан Франциско. Той също така служи като целогодишна вътрешна/външна галерия.

### Разширяване на Снохета
През 2009 г., в отговор на значителния ръст на публиката и колекциите на музея след откриването на сградата през 1995 г., музеят обявява планове за разширяване. Краткият списък, публикуван през май 2010 г., включва четири архитектурни фирми, които официално се разглеждат за проекта: Аджайе Асошиейтед; Дилър Скофидио + Ренфро; Фостър + Партнърс ; и Снохета. През юли 2010 г. музеят избрира норвежката архитектурна фирма Снохета за проектиране на разширението.
Отворено през май 2016 г., разширението от приблизително 235 000 квадратни фута (21 800 m2) се присъединиява към съществуващата сграда с ново допълнение, обхващащо от Минна до Хауърд Стрийтд. Разширената сграда включва седем нива, посветени на изкуството и общественото програмиране, и три етажа, в които се помещава подобрено пространство за поддръжка за операциите на музея. Той предлага приблизително 142 000 квадратни фута (13 200 m2) вътрешна и външна галерия, както и близо 15 000 квадратни фута (1400 m2) изпълнено с изкуство обществено пространство с безплатен достъп, повече от удвояване на предишния капацитет на музея за представяне на изкуство и осигуряващо почти шест пъти повече обществено пространство от сградата преди разширяването.
Разширената сграда включва функции като мащабна вертикална градина на третия етаж, за която се твърди, че е най-голямата обществена жива стена от местни растения в Сан Франциско; безплатна галерия на приземния етаж с лице към Хауърд Стрийт с 25 фута (7,6 м) високи стъклени стени, които поставят изкуството пред очите на минувачите; пространство „бяла кутия“ с двойна височина на четвъртия етаж със сложни осветителни и озвучителни системи; и модерни консервационни ателиета на седмия и осмия етаж. Разширителните фасади са облицовани с олекотени панели, изработени от пластмаса, подсилена с влакна ; след завършване това беше най-голямото приложение на композитната технология в архитектурата в Съединените щати по това време. Сградата постигна Златен сертификат „Лийд“, с 15% намаляване на разходите за енергия, 30% намаляване на потреблението на вода и 20% намаляване на генерирането на отпадъчни води. Стълбището на Бота е премахнато.

## Управление

### Ангажиране на публиката
Музеят очаква посещаемостта да скочи от 650 000 годишно през 2011 г. до повече от един милион посетители годишно след отварянето на новото крило.

### Настоятелство
Бордът на SFMOMA се председателства от Робърт Дж. Фишър , негов президент е Даяна Нелсън. Музеят запазва едно място в своя борд за работещ художник, който служи за период от три години; специалната позиция в борда идва без финансови задължения към музея, но включва правото на глас и участие в комисии.

### Финансиране
До 2010 г. Музеят на модерното изкуство в Сан Франциско събира 250 милиона долара, което му позволява да удвои размера на дарения си и да вложи 150 милиона долара за разширяването си.

## Персонал

### Директори
Настоящият директор на SFMOMA е Нийл Бенезра, който е назначен през 2002 г.
Предишните директори включват:
- 1935–1958 Грейс Морли
- 1958–1965 Джордж Д. Кълър
- 1966–1972 Джералд Нордланд
- 1974–1986 Хенри Т. Хопкинс
- 1987–1997 Джон Р. Лейн
- 1998–2001 Дейвид А. Рос

### Куратори
- Сандра С. Филипс, почетен куратор
- Джанет К. Бишоп, куратор на живописта и скулптурата
- Рудолф Фрилинг, куратор на медийните изкуства
- Клемент Шерукс, старши куратор на фотографията
- Кори Келър, куратор на фотографията
- Дженифър Дънлоп Флетчър, Хелън Хилтън Рейзър, куратор по архитектура и дизайн, ръководител на катедрата по архитектура и дизайн

## Настоятелство

### Служители
- Робърт Дж. Фишър, председател
- Даяна Нелсън, президент
- Мими Л. Хаас, заместник-председател
- Робин М. Райт, заместник-председател
- Дейвид Махони, секретар

### Избрани попечители
- Алка Агравал
- Йоахим Бехтле
- Ив Бехар
- Гей-Лин Бландинг
- Джеймс У. Брейер
- Каролин Бътчър
- Доли Чамас
- Адам Х. Кламър
- Чарлз М. Колинс
- Лайънел Конахър
- Роберта Денинг
- Джийн Дъглас
- Робърт Л. Емери
- Карла Емил
- Винсент Фекто
- Ъруин Федерман
- Дорис Фишър
- Патриша У. Фицпатрик
- Джонатан Ганс
- М. Артър Генслер младши
- Линда В. Грубер
- Мариелън С. Херинджър
- Адриан Ян
- Брадли Джеймс
- Ричард М. Ковачевич
- Памела Крамлич
- Джанет В. Ламкин
- Кристин Е. Ламънд
- Гретхен С. Лийч
- Дейвид Махони
- Мариса Майер
- Нион МакЕвой
- Кенет П. Макнийли
- Кристофър Мийни
- Лиза С. Милър
- Уес Мичъл
- Дебора Новак
- Кейти Пейдж
- Стюарт Л. Питърсън
- Андрю П. Пилара
- Лиза С. Прицкер
- Бека Проуда
- Линеа Конрад Робъртс
- Чара Шрайер
- Лидия Шоренщайн
- Шарлот Мейлиард Шулц
- Нора Шарп Стоун
- Норман С. Стоун
- Джеймс Р. Суорц
- Розалин Чорман Суиг
- Сюзън Суиг
- Барбара Т. Вермут
- Джон Валека
- Брукс Уокър младши
- Джеф Уол
- Томас В. Вайзел
- Карли Уилманс
- Майкъл У. Уилси
- Пат Уилсън
- Кей Хариган Уудс

### Почетен председател
- Брукс Уокър младши

### Почетни настоятели
- Герсон Бакар
- Ричард Л. Грийн

### Попечители на художниците
1. 2006–2009: Робърт Бехтъл
2. 2009: Лари Султан. Султан умира през декември 2009 г.
3. 2010–2013: Ив Беар
4. 2013–2016: Ед Руша

### Членство
- Джина Питърсън (Форум на колекционерите), служебен попечител
- Кейти Пейдж (Съвременници)
- Алка Агравал и Уес Мичъл (Кръг на кураторите)
- Патриша У. Фицпатрик (Кръг на режисьора)
- Натали Делру-Макгуайър (Съвет за модерно изкуство), служебен попечител
- Анна Юинс и Елин Лейк (музейни гидове), екс-служебни попечители
- Ребека Паркър и Катрин Томпсън (SECA), бивши попечители
- Нора Шарп Стоун (SFMOMA Global)

## SFMOMA Галерия на Художника във Форт Мейсън
Музеят управлява и галерията на художниците във Форт Мейсън, галерия с нестопанска цел, разположена във Форт Мейсън Център в квартал Марина на Сан Франциско. Тя е основана през 1978 г. като изход за нововъзникващи и утвърдени художници от Северна Калифорния. Галерията провежда осем изложби всяка година, включително самостоятелни, групови и тематични изложби. Произведенията обхващат редица стилове и филми, от традиционни до експериментални, и всички произведения се предлагат под наем или за закупуване.
През 2021 г. SFMOMA обяви, че затваря галерията на художника заедно с платформата за публикуване и филмовата програма.

## На място (In Situ)
In Situ е изискан ресторант, разположен в музея. Управлява се от Кори Лий, собственик-готвач на наградения ресторант Benu в Сан Франциско. На място предлага подбрано меню, което подчертава авторски ястия от други ресторанти по света.